# Plumont
Plumont is een gemeente in het Franse departement Jura (regio Bourgogne-Franche-Comté) en telt 92 inwoners (2009). De plaats maakt deel uit van het arrondissement Dole.

## Geografie
De oppervlakte van Plumont bedraagt 11,6 km², de bevolkingsdichtheid is dus 7,9 inwoners per km².

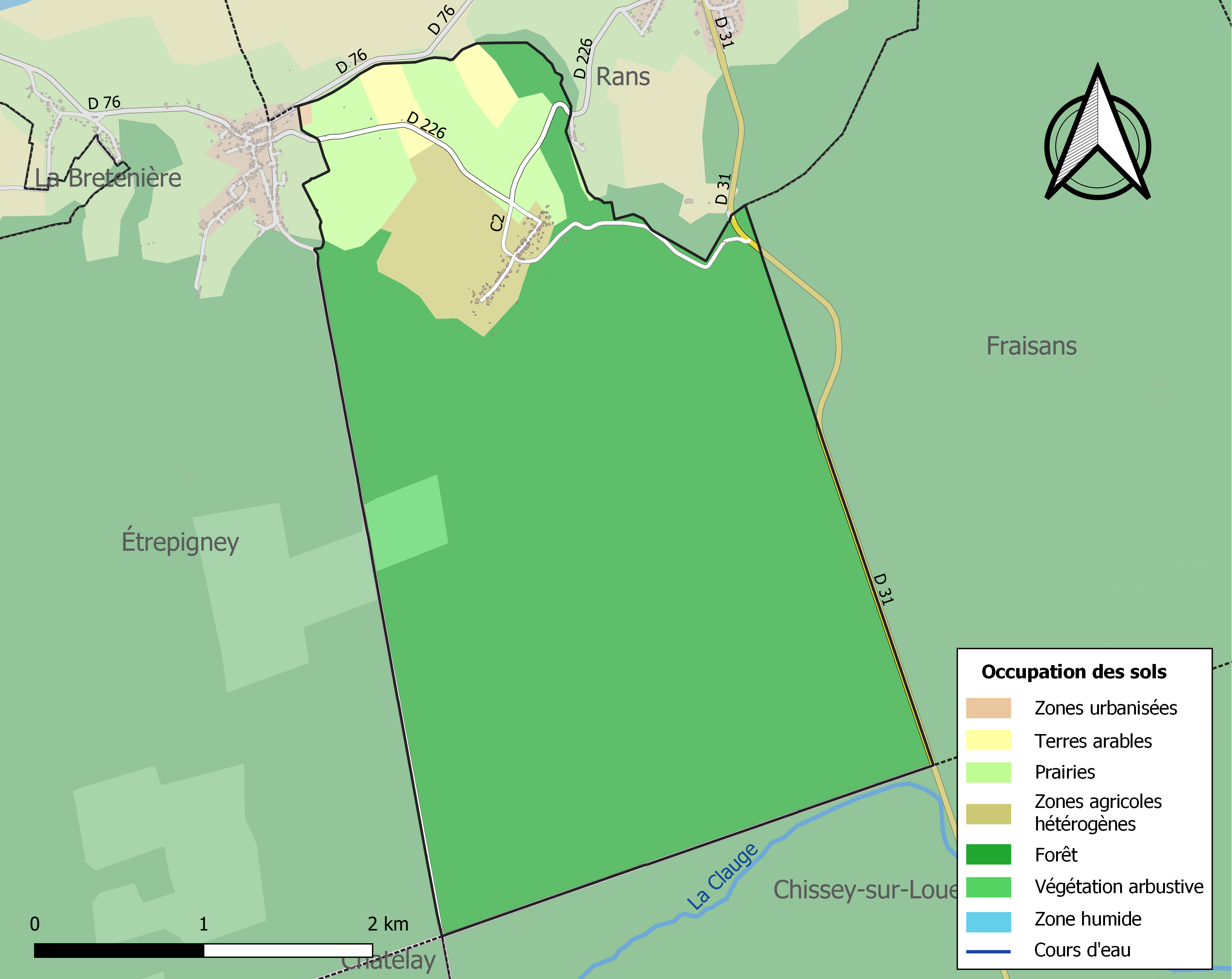
Kaart van de gemeente met de belangrijkste infrastructuur, bodemgebruik en omliggende gemeenten

## Demografie
Onderstaande figuur toont het verloop van het inwonertal (bron: INSEE-tellingen).